# Jaz

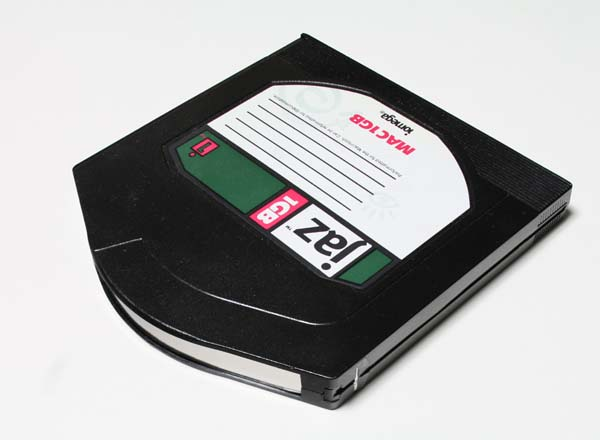
1GBの容量を持つJazメディア

Jaz（ジャズ）は、アイオメガが開発したリムーバブルハードディスク。磁気によって書き換えを行い、フロッピーディスクの技術が基であるZipとは異なりハードディスクの技術を基にしており、データの読み書き速度はZipやMO（光磁気ディスク）などの同時代のリムーバブルディスクよりも圧倒的に速く、当時のハードディスクに近い性能を誇った。
ディスクカートリッジは容量が500MBと1GB、後に2GBが加わる3種類が存在し、Jazドライブは当初の1GBまで対応のものと後継機種で上位互換の2GBまで対応したものとがある。他の記憶媒体との互換性は無く、コンピュータとはSCSIで接続した。
Jazドライブ製品末期には、Apple ComputerのMacintoshシリーズがSCSI標準搭載を止めたことに伴ってFireWire接続ドライブの投入が計画された。しかし、アイオメガの深刻な業績悪化と時期が重なり、製品群が整理されたことで、これは幻に終わった。
Jazは価格が急激に低下していたCD-R・CD-RW、およびDVD-R・DVD-RWや容量が急激に増加していたハードディスクなどに押され、市場にあまり浸透しなかった。その後、Jazの後継技術としてREVが開発された。